# Galimyj
Galimyj (rusky Галимый) je opuštěné sídlo městského typu v omsukčanském okrese v Magadanské oblasti na ruském Dálném východě. V roce 2024 zde žil oficiálně pouze jeden obyvatel.

## Geografie
Galimyj se nachází asi 30 km od okresního centra Omsukčanu.

## Etymologie
Podle nejrozšířenější verze pochází toponymum Galimyj z jazyka Evenů a znamená dřevo.

## Historie
Vznik osady Galimyj v srpnu 1940 je přímo spojen s těžbou uhlí a dalších přírodních zdrojů, protože bylo potřeba vybudovat obytné prostory pro horníky a geology, kteří v oblasti pracovaly. V roce 1942 byla v osadě otevřena obohacovací továrna a v rámci Omsukčanského hornického průmyslového kombinátu byl zřízen rudný důl Galimyj, který se specializoval na těžbu cínu.
V roce 1952, kdy byly práce na těžbě cínu omezeny, byl důl uzavřen a práce byly převedeny na obohacovací továrnu, kde vzniklo oddělení specializující se na těžbu cínu z říčních nalezišť. V roce 1954 získal Galimyj status sídla městského typu a stal se součástí širšího urbanizačního rozvoje Magadanské oblasti.
V roce 1956 byla v obci otevřena škola. V 50. a 60. letech 20. století žilo v Galimém přibližně 1 700 obyvatel.
Po rozpadu Sovětského svazu došlo k bankrotu a uzavření většiny podniků v oblasti, v roce 2000 skončila těžba uhlí v Omsukčanském lomu a Galimyj zůstal bez funkčních výrobních závodů. V roce 2007 bylo přijato rozhodnutí o přestěhování obyvatel a zrušení osady, která již neměla ekonomickou perspektivu.